# Otto Nowack (Theaterdirektor)
Otto Nowack (* 1829; † 18. Juli 1883 in Berlin) war ein Opernsänger (Bassbariton) und Theaterdirektor in Magdeburg und Berlin.

## Leben
Seine Herkunft ist unbekannt. 1850 debütierte Otto Nowack im Friedrich-Wilhelmstädtischen Theater in Berlin als Chorist und in kleinen Rollen. In der Saison 1851/1852 sang er im Stadttheater Neustrelitz.
Nach einer weiteren gesanglichen Ausbildung übernahm Nowack Titelrollen im Stadttheater Reval (1853/54), im Stadttheater Magdeburg (1854/55), dann wieder im Stadttheater Reval (1855/56), dann im Stadttheater Posen (1856/57), im Stadttheater Danzig (1857/58) und im Stadttheater Bremen (1858/59).
1859 übernahm Otto Nowack das Stadttheater Magdeburg als Direktor. Er sang auch weiter in Titelpartien (bis 1866). 1861 gründete er zusätzlich das Victoria-Theater in Magdeburg. 1869 ging er nach Berlin und gründete dort das Nowack-Theater. Sein Versuch, dort ein zusätzliches reines Operntheater aufzubauen, scheiterte bald. Seit 1873 leitete Nowack wieder das Victoria-Theater in Magdeburg bis zu seinem Tod 1883.
Otto Nowack war mit Anna Uterwedden († 1886) verheiratet. Sie hatten den Sohn Otto Nowack (1870?–1916), der ebenfalls Opernsänger (Tenor) wurde.